# Les Nuits d'Alice
Les Nuits d'Alice est un téléfilm français réalisé par Williams Crépin, diffusé le 28 juin 2011 sur France 3.

## Synopsis
Alice, jeune femme au foyer, vit heureuse avec son mari François, bricoleur généreux, ses deux enfants adolescents, Arthur, jeune lycéen semblant manquer de bonheur et passionné pour les mathématiques, et Flora, une jolie fille joyeuse et enthousiaste. Jusqu'au jour où la mère d'Alice, Bettina, une artiste-peintre new-yorkaise, s'invite chez eux, bien qu'Alice ait dit à sa famille que sa mère était morte. L'ambiance devient froide.
Flora et François semblent apprécier beaucoup Bettina, mais Alice, ne la porte pas dans son cœur et la chasse le lendemain. Réconfortée par Arthur, la jeune femme connaît l'angoisse à cause de sa mère et d'un passé douloureux. Elle ne cesse de regarder la télé, plus précisément une série télévisée du nom d’Angelique, l'histoire d'une belle garce.
Alice prend cette Angélique pour sa sœur, elle l'idolâtre et se rend compte qu'elle parle avec cette femme dans la télé. Oubliant son mari et ses enfants, la jeune femme se plonge dans un bonheur imaginaire avec Angélique, pendant que sa mère Bettina, qui loge à l’hôtel, souffre d'une maladie cachée . Arthur et Flora font tout pour l'aider. Flora, qui s’est tant attachée à Bettina, ne supporte plus le stress du lycée et plus précisément qu'une fille, Sabrina, lui ait piqué son petit ami.
Arthur, qui n'est pas très heureux non plus, préfère abandonner ses études de mathématiques et se met à être livreur de pizza.
François, lui, tente de reconquérir sa femme, qui, elle-même, se réfugie dans son univers-télé avec sa chère Angélique…

## Fiche technique
- Réalisateur : Williams Crépin
- Scénario : Pascale Chouffot et Barbara Grinberg
- Durée : 90 min
- Pays :  France

## Distribution
- Elsa Lunghini : Alice
- Mathilda May : Angélique
- Macha Méril : Bettina
- Christophe Laubion : François
- Victor Chambon: Arthur
- Jeanne-Camille Drevelle : Flora
- Alain Blazquez : le dragueur